# Perumandi
Perumandi es una  ciudad censal situada en el distrito de Thanjavur en el estado de Tamil Nadu (India). Su población es de 8620 habitantes (2011). Se encuentra a 37 km de Thanjavur y a 1 km de Kumbakonam.

## Demografía
Según el censo de 2011 la población de Perumandi era de 8620 habitantes, de los cuales 4338 eran hombres y 4282 eran mujeres. Perumandi tiene una tasa media de alfabetización del 92,49%, superior a la media estatal del 80,09%: la alfabetización masculina es del 95,62%, y la alfabetización femenina del 89,29%.